# Ronald Reagan UCLA Medical Center
Le Ronald Reagan UCLA Medical Center est un hôpital situé dans le campus de l'université de Californie dans le quartier de Westwood à Los Angeles, en Californie. Fondé en 1955, il est considéré comme l'un des trois meilleurs hôpitaux des États-Unis. Il a été reconstruit et inauguré le 29 juin 2008.
Il est nommé en l'honneur de Ronald Reagan, gouverneur de Californie de 1967 à 1975 et président des États-Unis de 1981 à 1989.

## Événements marquants
Le 1er juillet 2004, Marlon Brando y décède d'une insuffisance respiratoire.
Le 25 juin 2009, Michael Jackson (qui peut être assimilé au “Roi de la Pop”) est décédé au Ronald Reagan UCLA Medical Center où il a été transporté faisant suite à une intoxication au propofol. Son décès sera officialisé le jour-même à 14 h 26 (heure locale).
Le 23 décembre 2016, Carrie Fisher y est transportée après un arrêt cardiaque survenu 15 minutes avant l'atterrissage d'un vol United Airlines Londres-Los Angeles à bord d'un Boeing 777 qui la ramenait chez elle. L'actrice de 60 ans y succombera le 27 décembre 2016 à 8 h 55 (heure locale).
Le 15 juillet 2017, Martin Landau y est décédé à la suite de complications médicales.